# Amphoe Khok Charoen
Amphoe Khok Charoen (Thai: อำเภอ โคกเจริญ) ist ein Landkreis (Amphoe – Verwaltungs-Distrikt) in der Provinz Lop Buri. Die Provinz Lop Buri liegt in der Zentralregion von Thailand.

## Geographie
Benachbarte Amphoe sind vom Norden her gesehen: Amphoe Phaisali der Provinz Nakhon Sawan, die Amphoe Wichian Buri und Si Thep der Provinz Phetchabun sowie Amphoe Chai Badan, Amphoe Sa Bot und Amphoe Nong Muang der Provinz Lop Buri.
Wichtigstes Gewässer ist der Maenam Pa Sak (Pa-Sak-Fluss), in dessen Tal der archäologische Fundplatz Khok Charoen entdeckt wurde, der auf eine Besiedlung seit etwa 1400 v. Chr. schließen lässt.

## Geschichte
Amphoe Khok Charoen wurde am 8. März 1987 zunächst als „Zweigkreis“ (King Amphoe) eingerichtet, indem vier Tambon vom Amphoe Khok Samrong abgetrennt wurden.
Am 4. November 1993 bekam Khok Charoen den vollen Amphoe-Status.

## Verwaltung

### Provinzverwaltung
Der Landkreis Khok Charoen ist in fünf Tambon („Unterbezirke“ oder „Gemeinden“) eingeteilt, die sich weiter in 53 Muban („Dörfer“) unterteilen.
| Nr. | Name           | Thai      | Muban | Einw. |
| --- | -------------- | --------- | ----- | ----- |
| 01. | Khok Charoen   | โคกเจริญ   | 12    | 7.789 |
| 02. | Yang Rak       | ยางราก    | 12    | 7.585 |
| 03. | Nong Makha     | หนองมะค่า  | 12    | 3.263 |
| 04. | Wang Thong     | วังทอง     | 09    | 2.591 |
| 05. | Khok Samae San | โคกแสมสาร | 08    | 3.444 |

### Lokalverwaltung
Im Landkreis gibt es fünf „Tambon-Verwaltungsorganisationen“ (องค์การบริหารส่วนตำบล – Tambon Administrative Organizations, TAO)
- Khok Charoen (Thai: องค์การบริหารส่วนตำบลโคกเจริญ) bestehend aus dem kompletten Tambon Khok Charoen.
- Yang Rak (Thai: องค์การบริหารส่วนตำบลยางราก) bestehend aus dem kompletten Tambon Yang Rak.
- Nong Makha (Thai: องค์การบริหารส่วนตำบลหนองมะค่า) bestehend aus dem kompletten Tambon Nong Makha.
- Wang Thong (Thai: องค์การบริหารส่วนตำบลวังทอง) bestehend aus dem kompletten Tambon Wang Thong.
- Khok Samae San (Thai: องค์การบริหารส่วนตำบลโคกแสมสาร) bestehend aus dem kompletten Tambon Khok Samae San.